# Macédoine aux Jeux olympiques de la jeunesse d'hiver de 2016
La Macédoine du Nord participe aux Jeux olympiques de la jeunesse d'hiver de 2016 à Lillehammer en Norvège du 12 au 21 février 2016. Deux athlètes représentent le pays pour cette édition.

## Résultats

### Ski alpin
| Athlète          | Épreuve      | Finale          | Finale          | Finale          | Finale          |                 |                 |
| Athlète          | Épreuve      | Manche 1        | Manche 2        | Total           | Rang            |                 |                 |
| ---------------- | ------------ | --------------- | --------------- | --------------- | --------------- | --------------- | --------------- |
| Luka Bozhinovski | Slalom       | N'a pas terminé | N'a pas terminé | N'a pas terminé | N'a pas terminé |                 |                 |
| Luka Bozhinovski | Slalom géant | 1 min 24 s 34   | N'a pas terminé | N'a pas terminé | N'a pas terminé |                 |                 |
| Luka Bozhinovski | Super-G      |                 |                 | N'a pas terminé | N'a pas terminé | N'a pas terminé | N'a pas terminé |
| Luka Bozhinovski | Combiné      | 1 min 15 s 35   | 45 s 81         | 2 min 01 s 16   | 24              |                 |                 |

### Ski de fond
| Athlète     | Épreuve          | Qualifications | Qualifications | Demi-finale  | Demi-finale  | Finale         | Finale       |
| Athlète     | Épreuve          | Temps          | Rang           | Temps        | Rang         | Temps          | Rang         |
| ----------- | ---------------- | -------------- | -------------- | ------------ | ------------ | -------------- | ------------ |
| Stavre Jada | 5 km libre       |                |                |              |              | 26 min 46 s 40 | 34           |
| Stavre Jada | Sprint classique | 3 min 35 s 43  | 44             | Non qualifié | Non qualifié | Non qualifié   | Non qualifié |
| Stavre Jada | Sprint freestyle | 3 min 39 s 99  | 43             | Non qualifié | Non qualifié | Non qualifié   | Non qualifié |